# Twarda sztuka
Twarda sztuka (ang. Georgia Rule) – amerykański film wyreżyserowany przez Garry’ego Marshalla.

## Fabuła
Film opowiada o nastoletniej Rachel i jej relacjach z matką-alkoholiczką, babcią oraz ojczymem, który molestował ją, gdy była mała.
Na letnie wakacje Lily (Felicity Huffman) zawozi swoją córkę Rachel (Lindsay Lohan) do Idaho, gdzie mieszka jej matka Georgia (Jane Fonda). Podczas rozmów z babcią i innych wydarzeń wychodzi na jaw, że Rachel była molestowana seksualnie. Dziewczyna poznaje chłopaka, który jej jednak nie polubił. Jednak po upływie pewnego czasu zakochali się w sobie. Rachel dosyć szybko pokazuje mu się nago, ale chłopak nie uznaje seksu przed ślubem. Chłopak wyznał swojej dziewczynie, że uprawiał seks oralny. Po tym wydarzeniu dziewczyna rzuciła go, on jednak nadal chciał poślubić Rachel.

## Twórcy
- Reżyseria – Garry Marshall
- Scenariusz – Mark Andrus
- Zdjęcia – Karl Walter Lindenlaub
- Muzyka – John Debney

Obsada
- Lindsay Lohan – Rachel Wilcox
- Felicity Huffman – Lily
- Jane Fonda – Georgia
- Dermot Mulroney – Dr Simon Ward
- Garrett Hedlund – Harlan
- Cary Elwes – Arnold
- Héctor Elizondo – Izzy
- Dylan McLaughlin – Sam
- Zachary Gordon – Ethan
- Laurie Metcalf – Paula